# Gregory Erickson
Gregory M. Erickson, Ph.D. en paleobiologia a la Florida State University.
Erickson ha publicat molt sobre ontogènia i els patrons de creixement dels alligators i dinosaures, especialment sobre el teròpode Tyrannosaurus rex. Erickson també ha contribuït en donar nom i descriure alguns gèneres de dinosaures, com Guanlong (2006) i Limusaurus (2009). També és ferm partidari de la idea que l'origen dels ocells està en els dinosaures.
Erickson ha participat en el progrma de la BBC The Truth About Killer Dinosaurs, en el qual va calcular la força de la mossegada del Tyrannosaurus rex. També ha contribuït en un episodi de Science Of Sex Appeal (Discovery Channel), sobre la manera com es reproduïen els dinosaures.

## Publicacions
- Xu, Xing; Clark, James M; Forster, Catherine A; Norell, Mark A; Erickson, Gregory M; Eberth, David A; Jia, Chengkai & Zhao, Qi (9 de febrer de 2006). "A basal tyrannosauroid dinosaur from the Late Jurassic of China" Nautre, 9: 715-718. doi:10.1038/nature04511